# Madge Stuart
Madge Stuart foi uma atriz britânica da era do cinema mudo. Ela se casou com Dion Titheradge em 1928.

## Filmografia selecionada
- The Elusive Pimpernel (1919)
- The Tavern Knight (1920)
- The Amateur Gentleman (1920)
- The Iron Stair (1920)
- Gwyneth of the Welsh Hills (1921)
- General John Regan (1921)
- The Passionate Friends (1923)
- A Gamble with Hearts (1923)
- The Uninvited Guest (1923)
- Women and Diamonds (1924)
- The Only Way (1927)